# Pietro Parolin
Pietro Parolin (wym. [ˈpjɛːtro paroˈlin]; ur. 17 stycznia 1955 w Schiavon) – włoski duchowny rzymskokatolicki, doktor prawa kanonicznego, dyplomata watykański, arcybiskup, nuncjusz apostolski w Wenezueli w latach 2009–2013, sekretarz stanu Stolicy Apostolskiej w latach 2013–2025, kardynał od 2014 (najpierw w stopniu prezbitera, w 2018 promowany do stopnia biskupa), członek Rady Kardynałów od 2014.

## Życiorys
27 kwietnia 1980 otrzymał sakrament święceń z rąk bpa Arnoldo Onisto i został inkardynowany do diecezji Vicenza. W 1983 rozpoczął przygotowanie do służby dyplomatycznej na Papieskiej Akademii Kościelnej. Obronił doktorat z prawa kanonicznego na Papieskim Uniwersytecie Gregoriańskim. W latach 1986–1992 pracował najpierw w Nigerii, potem w Meksyku. Po powrocie do Watykanu pracował w sekretariacie stanu, gdzie był odpowiedzialny za kontakty z Hiszpanią, Andorą, Włochami oraz San Marino.
30 listopada 2002 został podsekretarzem Sekcji ds. Relacji z Państwami w ramach Sekretariatu Stanu Stolicy Apostolskiej. W 2007 był oficjalnym przedstawicielem Stolicy Apostolskiej podczas VII Dnia Papieskiego.
17 sierpnia 2009 został mianowany przez Benedykta XVI nuncjuszem apostolskim w Wenezueli oraz arcybiskupem tytularnym Aquipendium. Sakry biskupiej 12 września 2009 udzielił mu w Rzymie sam papież.
31 sierpnia 2013 papież Franciszek mianował go sekretarzem stanu Stolicy Apostolskiej. Parolin miał objąć stanowisko 15 października, ale ceremonia została przełożona o kilka tygodni, ze względu na operację, której arcybiskup się poddał. Oficjalnie funkcję sekretarza stanu objął 18 listopada. 21 kwietnia 2025, z chwilą śmierci papieża Franciszka, przestał wypełniać urząd sekretarza stanu. Brał udział w konklawe 2025, które wybrało papieża Leona XIV. Następnie, został tymczasowo zatwierdzony na tym stanowisku przez nowo wybranego papieża Leona XIV.  
22 lutego 2014 na konsystorzu w bazylice św. Piotra papież Franciszek kreował go kardynałem prezbiterem, otrzymując tytuł Ss. Simone e Giuda Taddeo a Torre Angela. Od lipca 2014 jest członkiem grupy dziewięciu kardynałów doradców, służących radą papieżowi w zarządzaniu Kościołem i w sprawach reformy Kurii Rzymskiej. 28 czerwca 2018 papież Franciszek podniósł go do rangi kardynała biskupa, na równi z pozostałymi kardynałami biskupami diecezji suburbikarnych, pomimo nieprzydzielenia mu żadnej z diecezji podrzymskich.
18 września 2009 odznaczony Krzyżem Komandorskim z Gwiazdą Orderu Zasługi Rzeczypospolitej Polskiej, a 28 grudnia 2023 ukraińskim Orderem Zasługi.

## Publikacje książkowe
- 2014: Le parole di Francesco. Intervento al salone internazionale del libro, ISBN 978-88-209-9335-1
- 2018: Servi inutiles sumus. Studi in memoria di S. E. Mons. Giorgio Corbellini, ISBN 978-88-266-0551-7
- 2019: Ordres et décorations du Saint-Siège: ordres équestres, marques d'honneur, médailles de récompense, insignes de fonction, ISBN 978-88-266-0241-7